# Фуртванген-им-Шварцвальд
Фуртванген (нем. Furtwangen im Schwarzwald) — город в Германии, в земле Баден-Вюртемберг.
Подчинён административному округу Фрайбург. Входит в состав района Шварцвальд-Бар. Население составляет 9249 человек (на 31 декабря 2010 года). Занимает площадь 82,57 км². Официальный код — 08 3 26 017.
Город подразделяется на 4 городских района.